# Karel Sahan
Karel Sahan (30. října 1899 České Budějovice – 2. září 1972 Děčín) byl český katolický kněz, vysokoškolský pedagog, profesor morální a pastorální teologie.

## Život
Středoškolské vzdělání získal na státním gymnáziu v Českých Budějovicích v letech 1913-1919 a státním gymnáziu v Hallu v Tyrolsku, kde také v roce 1922 maturoval. Stal se členem kongregace redemptoristů. Ke kněžství studoval na státní teologické škole v bavorském Garsu v letech 1922-1924, dále v korutanském Gurku v letech 1924-1925 a v řádovém bohosloveckém učilišti redemptoristů v Obořišti v letech 1926-1927. Na kněze byl vysvěcen v roce 1927. Od dubna do června 1950 byl v centralizační táboře pro řeholníky a propuštěn na svobodu byl až na intervenci kolaboranta s komunistickým režimem, kněze Josefa Plojhara. Po svém propuštění působil v pastoraci.
25. srpna 1952 byl jmenován spirituálem kněžského semináře při Římskokatolické Cyrilometodějské bohoslovecké fakultě v Praze, s účinností od 1. září 1952. Dne 1. října 1953 bylo jmenování potvrzeno i pro kněžský seminář při Římskokatolické Cyrilometodějské bohoslovecké fakultě v Praze se sídlem v Litoměřicích. 4. prosince 1955 byl jmenován na Římskokatolické Cyrilometodějské bohoslovecké fakultě v Praze se sídlem v Litoměřicích (s poznámkou: sic) spirituálem, s účinností od 1. prosince 1955. Dne 11. července 1957 byl jmenován na Římskokatolické Cyrilometodějské bohoslovecké fakultě v Praze se sídlem v Litoměřicích lektorem pro obor německého jazyka pro rok 1957–1958. Toto jmenování bylo pak každoročně opakováno až do konce akademického roku 1961–1962.
Na CMBF získal po obhájení disertační práce s názvem Poslání kněze doktorát teologie a 23. března 1961 byl promován. 13. srpna 1962 byl na téže fakultě jmenován docentem pro obor křesťanské morálky, s účinností od 1. září 1962. Dne 7. září 1967 byl jmenován profesorem pro obor křesťanské morálky, s účinností od 1. září 1967. Morální teologii přednášel v letech 1962–1969 a pastorální teologii v akademickém roce 1969–1970. Jeho působení na CMBF bylo ukončeno 31. srpna 1970. Jeho posledním působištěm byla duchovní správa řeholních sester v Horním Žlebu. Zemřel 2. září 1972 v Děčíně a pohřben byl 8. září 1972 v Českých Budějovicích.